# Sarcophaga
Sarcophaga es un género de moscas y el género tipo de la familia de moscas de la carne (Sarcophagidae).
Este género se distribuye en todo el mundo. Estas moscas tienen buen tamaño y color grisáceo; como muchos de sus parientes, su patrón típico es de rayas más oscuras en el tórax y manchas cuadrados claras en el abdomen. Muchas especies tienen  grandes ojos compuestos rojos, que están dispuestos más apartados en las hembras que en los machos; las hembras también son de mayor tamaño en general. Es muy típico para esta familia la dificultad de distinguir las especies por aspecto externo, la mayoría solo pueden ser identificadas confiablemente con el examen microscópico de sus genitales.
Como su nombre común implica, sus larvas típicamente se alimentan de carne putrefacta. Algunas, se alimentan de bacterias y otros organismos pequeños que viven en la carroña. Muchas especies se han adaptado a los  humanos, y son consideradas solo una molestia; pero algunas son vectores significativos de patógenos y bacterias. A veces, las larvas causan miasis. Otras son parasitoides de orugas plagas y pueden beneficiar a la silvicultura y las huertas.
Entre las especies más conocidas están Sarcophaga africa, Sarcophaga bercaea, Sarcophaga bullata, Sarcophaga carnaria, Sarcophaga crassipalpis, Sarcophaga aldrichi y  Sarcophaga haemorrhoidalis.
Hay alrededor de 800 especies agrupadas en 150 subgéneros, algunos de los cuales son ocasionalmente considerados (y bien pueden ser) distintos géneros.

## Subgéneros
- Aethianella Zumpt, 1972
- Aethiopisca Rohdendorf, 1963
- Afrohelicobia Zumpt, 1972
- Afrothyrsocnema Rohdendorf, 1963
- Alisarcophagaa Fan & Chen, 1981
- Amharomyia Verves, 1984
- Anthostilophalla Lehrer, 1993
- Asceloctella Enderlein, 1928
- Asiopierretia Rohdendorf, 1963
- Australopierretia Verves, 1987
- Baliisca Verves, 1980
- Baranovisca Lopes, 1985
- Batissophalla Rohdendorf, 1963
- Bellieriomima Rohdendorf, 1937
- Bercaea (Robineau-Desvoidy, 1902)
- Bercaeopsis Townsend, 1917
- Beziella Enderlein, 1937
- Bilenemyia Verves, 1989
- Boettcheria Rohdendorf, 1937
- Brasia Strand, 1932
- Caledonia
- Callostuckenbergia
- Camerounisca
- Cercosarcophaga
- Chaetophalla
- Chrysosarcophaga
- Curranisca
- Curtophalla
- Cyclophalla
- Danbeckia
- Casyschloctis
- Dinemomyia
- Diplonophalla
- Discachaeta Enderlein, 1928
- Colichophalla
- Drakensbergiana
- Durbanella
- Dysparaphalla
- Fengia
- Fergusonimyia
- Fijimyia
- Hadroxena[2]
- Hardyella
- Harpagophalla
- Harpagophalloides
- Helicophagella Enderlein, 1928
- Heteronychia Brauer & Bergenstamm, 1889
- Hoa
- Horisca
- Hosarcophaga
- Hyperacanthisca
- Ihosyia
- Iranihindia
- Johnsonimima
- Johnstonimyia
- Kalshovenella
- Kanoa
- Kanomyia
- Kozlovea
- Kramerea
- Krameromyia Verves, 1982
- Leucomyia
- Lipoptilocnema
- Lioplacella
- Lioproctia
- Liopygia Enderlein, 1928
- Liosarcophaga Enderlein, 1928
- Macabiella
- Malliophala
- Mandalania
- Mauritiella
- Mehria Enderlein, 1928
- Mimarhopocnemis
- Mindanaoa
- Mufindia
- Myorhina Robineau-Desvoidy, 1830
- Neobellieria
- Neosarcophaga
- Nesbittia
- Nigerimyia
- Nihonea
- Notoecus
- Nudicerca
- Nuzzaciella
- Nyikamyia
- Pandelleana
- Pandelleisca Rohdendorf, 1937
- Paraethiopisca
- Parasarcophaga Johnston & Tiegs, 1921
- Petuniophalla
- Phalacrodiscus
- Phallantha
- Phallanthisca
- Phallocheira
- Phallonychia
- Phallosphaera
- Phytosarcophaga
- Poecilometopa
- Poeciphaoides
- Prionophalla
- Pseudaethiopisca
- Pseudothyrsocnema
- Pterolobomyia
- Pterophalla
- Pterosarcophaga
- Robineauella Enderlein, 1928
- Rohdendorfisca
- Rosellea Rohdendorf, 1937
- Sabiella
- Sarcophaga
- Sarcorohdendorfia
- Sarcosolomonia
- Sarcotachinella Townsend, 1892
- Scotathyrsia
- Seniorwhithea
- Sinonipponia
- Sisyhelicobia
- Stackelbergeola
- Takanoa
- Takaraia
- Taylorimyia
- Thyrsocnema Enderlein, 1928
- Tolucamyia
- Torgopampa
- Transvaalomyia
- Tuberomembrana
- Uroxanthisca
- Varirosellea Xue, 1979
- Wohlfahrtiopsis
- Xanthopterisca
- Ziminisca
- Zombanella
- Zumptiopsis
- Zumptisca